# Люс, Максимильен
Максимильен Люс (фр. Maximilien Luce, 13 марта 1858, Париж — 6 февраля 1941, там же) — французский художник-неоимпрессионист. Известен работами в живописи, графике, книжной иллюстрации. Деятель анархистского движения.

## Биография и творчество
Максимильен Люс родился в семье Шарля-Дезире Люса (1823—1888) и Луизы-Жозефины Дюна (1822—1878). Семья жила на Монпарнасе, в рабочем районе Парижа. Учился на офортиста. В 1872 году четырнадцатилетний Люс стал учеником гравёра Анри-Теофиля Хильдебранда (1824—1897). Позднее обучался в Академии Сюиса и у Эжена Фромана. Вместе с Люсьеном Писсарро, сыном художника Камиля Писсарро он основал в Ланьи художественную группу Groupe de Lagny, поставив своей задачей развитие теории цвета Жоржа Сёра и его техники разделения цвета. Люс также высоко ценил творчество Камиля Коро. Помимо пейзажей, в его творчестве с 1887 года появляются портреты.

## Наследие
Сохранившееся творческое наследие художника составляют 4200 картин и около 3000 рисунков. Музей Орсе оценивает Люса как «одного из лучших представителей неоимпрессионистского движения». 
Работа художника «Собор Нотр-Дам де Пари», написанная в 1900 году, была продана на аукционе в мае 2011 года за 4 200 000 долларов США, установив рекорд для работ Люса.
- Порт Сен-Тропе. 1893
- Нотр-Дам де Пари. 1900
- Нотр-Дам де Пари и набережная Сен-Мишель. 1901
- Улица в Париже в мае 1871 года. Ок. 1903—1906
- Восточный вокзал под снегом. 1917